# Wyndham Championship
Het Wyndham Championship is een Amerikaans golftoernooi dat sinds 1938 bestaat. Het maakt deel uit van de Amerikaanse PGA Tour en wordt steeds in Greensboro, North Carolina, gespeeld.

## Geschiedenis
In 1938 werd het toernooi opgericht als het Greater Greensboro Open. Het werd de eerste jaren tegelijkertijd gespeeld op twee banen, de Sedgefield Country Club en de Starmount Forest Country Club maar sinds de Tweede Wereldoorlog spelen ze afwisselend op deze banen. Vanaf 1977 werd het toernooi 31 jaar op de Forest Oaks Country Club gespeeld, waarna het terugkeerde naar Sedgefield.
Pas in 1988 kreeg het toernooi een titelsponsor en sinds 2007 komt de naam Greensboro niet meer in de titel voor. De eerste jaren werd het toernooi in het voorjaar gespeeld, in 2003 verhuisde het toernooi naar de herfst en sinds Wyndham sponsor is wordt het toernooi in de zomer gespeeld.
Sam Snead won het toernooi acht keer, voor het laatst in 1965. Hij is nog steeds de enige speler die op de PGA Tour acht keer hetzelfde toernooi won.

## Winnaars

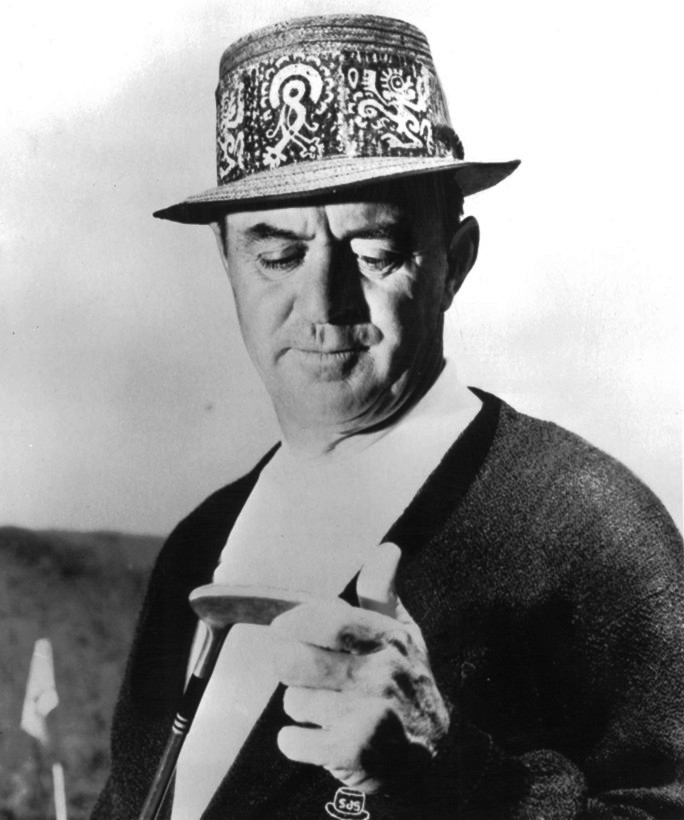
Achtvoudig winnaar Sam Snead

| Jaar                                | Baan                              | Winnaar                 | Score                   | Score                   | 1e prijs ($)            | Totaal ($)              | Info                    |
| Greater Greensboro Open             | Greater Greensboro Open           | Greater Greensboro Open | Greater Greensboro Open | Greater Greensboro Open | Greater Greensboro Open | Greater Greensboro Open | Greater Greensboro Open |
| ----------------------------------- | --------------------------------- | ----------------------- | ----------------------- | ----------------------- | ----------------------- | ----------------------- | ----------------------- |
| 1938                                | Sedgefield CC/Starmount Forest CC | Sam Snead               | 271                     | –11                     | 1.200                   | 5.000                   | [ 1 ] [ 2 ]             |
| 1939                                | Sedgefield CC/Starmount Forest CC | Ralph Guldahl           | 280                     | –2                      | 1.200                   | 5.000                   | [ 3 ]                   |
| 1940                                | Sedgefield CC/Starmount Forest CC | Ben Hogan               | 270                     | –12                     | 1.200                   | 5.000                   | [ 4 ]                   |
| 1941                                | Sedgefield CC/Starmount Forest CC | Byron Nelson            | 276                     | –6                      | 1.200                   | 5.000                   | [ 5 ]                   |
| 1942                                | Starmount Forest Country Club     | Sam Byrd                | 279                     | –5                      | 1.000                   | 5.500                   | [ 6 ]                   |
| 1943–44 Niet gespeeld               |                                   |                         |                         |                         |                         |                         |                         |
| 1945                                | Starmount Forest Country Club     | Byron Nelson            | 271                     | –13                     | 1.333                   | 7.500                   | [ 7 ] [ 8 ] [ 9 ]       |
| 1946                                | Sedgefield Country Club           | Sam Snead               | 270                     | –10                     | 1.500                   | 7.500                   | [ 10 ]                  |
| 1947                                | Starmount Forest Country Club     | Vic Ghezzi              | 286                     | +2                      | 2.000                   | 10.000                  | [ 11 ] [ 12 ]           |
| 1948                                | Sedgefield Country Club           | Lloyd Mangrum           | 278                     | –2                      | 2.000                   | 10.000                  | [ 13 ]                  |
| 1949                                | Starmount Forest Country Club     | Sam Snead po            | 276                     | –8                      | 2.000                   | 10.000                  | [ 14 ] [ 15 ] [ 16 ]    |
| 1950                                | Sedgefield Country Club           | Sam Snead               | 269                     | –11                     | 2.000                   | 10.000                  | [ 17 ]                  |
| 1951                                | Starmount Forest Country Club     | Art Doering             | 279                     | –5                      | 2.000                   | 10.000                  | [ 18 ]                  |
| 1952                                | Starmount Forest Country Club     | Dave Douglas            | 277                     | –7                      | 2.000                   | 10.000                  | [ 19 ] [ 20 ]           |
| 1953                                | Sedgefield Country Club           | Earl Stewart po         | 275                     | –5                      | 2.000                   | 10.000                  | [ 21 ]                  |
| 1954                                | Starmount Forest Country Club     | Doug Ford po            | 283                     | –1                      | 2.000                   | 10.000                  | [ 22 ]                  |
| 1955                                | Starmount Forest Country Club     | Sam Snead               | 273                     | –7                      | 2.200                   | 12.500                  | [ 23 ]                  |
| 1956                                | Starmount Forest Country Club     | Sam Snead po            | 279                     | –5                      | 2.200                   | 12.500                  | [ 24 ]                  |
| 1957                                | Sedgefield Country Club           | Stan Leonard            | 276                     | –4                      | 2.000                   | 15.000                  | [ 25 ]                  |
| 1958                                | Starmount Forest Country Club     | Bob Goalby              | 275                     | –9                      | 2.000                   | 15.000                  | [ 26 ]                  |
| 1959                                | Starmount Forest Country Club     | Dow Finsterwald         | 278                     | –6                      | 2.000                   | 15.000                  | [ 27 ]                  |
| 1960                                | Starmount Forest Country Club     | Sam Snead               | 270                     | –14                     | 2.800                   | 20.000                  | [ 28 ]                  |
| 1961                                | Sedgefield Country Club           | Mike Souchak            | 276                     | –4                      | 3.200                   | 22.500                  | [ 29 ]                  |
| 1962                                | Sedgefield Country Club           | Billy Casper            | 275                     | –5                      | 5.300                   | 35.000                  | [ 30 ]                  |
| 1963                                | Sedgefield Country Club           | Doug Sanders            | 270                     | –10                     | 5.500                   | 35.000                  | [ 31 ]                  |
| 1964                                | Sedgefield Country Club           | Julius Boros po         | 277                     | –3                      | 6.600                   | 45.000                  | [ 32 ]                  |
| 1965                                | Sedgefield Country Club           | Sam Snead               | 273                     | –11                     | 11.000                  | 70.000                  | [ 33 ]                  |
| 1966                                | Sedgefield Country Club           | Doug Sanders po         | 276                     | –8                      | 20.000                  | 100.000                 | [ 34 ]                  |
| 1967                                | Sedgefield Country Club           | George Archer           | 267                     | –17                     | 25.000                  | 125.000                 | [ 35 ]                  |
| 1968                                | Sedgefield Country Club           | Billy Casper            | 267                     | –17                     | 27.500                  | 137.500                 | [ 36 ]                  |
| 1969                                | Sedgefield Country Club           | Gene Littler po         | 274                     | –10                     | 32.000                  | 160.000                 | [ 37 ]                  |
| 1970                                | Sedgefield Country Club           | Gary Player             | 271                     | –13                     | 36.000                  | 180.000                 |                         |
| 1971                                | Sedgefield Country Club           | Buddy Allin po          | 275                     | –9                      | 38.000                  | 190.000                 |                         |
| 1972                                | Sedgefield Country Club           | George Archer po        | 272                     | –12                     | 40.000                  | 200.000                 |                         |
| 1973                                | Sedgefield Country Club           | Chi-Chi Rodríguez       | 267                     | –17                     | 42.000                  | 210.000                 |                         |
| 1974                                | Sedgefield Country Club           | Bob Charles             | 270                     | –14                     | 44.066                  | 220.000                 |                         |
| 1975                                | Sedgefield Country Club           | Tom Weiskopf            | 275                     | –9                      | 45.000                  | 225.000                 |                         |
| 1976                                | Sedgefield Country Club           | Al Geiberger            | 268                     | –16                     | 46.000                  | 230.000                 |                         |
| 1977                                | Forest Oaks Country Club          | Danny Edwards           | 276                     | –8                      | 47.000                  | 235.000                 |                         |
| 1978                                | Forest Oaks Country Club          | Severiano Ballesteros   | 282                     | –6                      | 48.000                  | 240.000                 |                         |
| 1979                                | Forest Oaks Country Club          | Raymond Floyd           | 282                     | –6                      | 45.000                  | 250.000                 |                         |
| 1980                                | Forest Oaks Country Club          | Craig Stadler           | 275                     | –13                     | 45.000                  | 250.000                 |                         |
| 1981                                | Forest Oaks Country Club          | Larry Nelson po         | 281                     | –7                      | 54.000                  | 300.000                 |                         |
| 1982                                | Forest Oaks Country Club          | Danny Edwards           | 285                     | –3                      | 54.000                  | 300.000                 |                         |
| 1983                                | Forest Oaks Country Club          | Lanny Wadkins           | 275                     | –13                     | 72.000                  | 400.000                 |                         |
| 1984                                | Forest Oaks Country Club          | Andy Bean               | 280                     | –8                      | 72.000                  | 400.000                 |                         |
| 1985                                | Forest Oaks Country Club          | Joey Sindelar           | 285                     | –3                      | 72.000                  | 400.000                 |                         |
| 1986                                | Forest Oaks Country Club          | Sandy Lyle              | 275                     | –13                     | 90.000                  | 500.000                 |                         |
| 1987                                | Forest Oaks Country Club          | Scott Simpson           | 282                     | –6                      | 108.000                 | 600.000                 |                         |
| KMart Greater Greensboro Open       |                                   |                         |                         |                         |                         |                         |                         |
| 1988                                | Forest Oaks Country Club          | Sandy Lyle po           | 271                     | –17                     | 180.000                 | 1.000.000               |                         |
| 1989                                | Forest Oaks Country Club          | Ken Green               | 277                     | –11                     | 180.000                 | 1.000.000               |                         |
| 1990                                | Forest Oaks Country Club          | Steve Elkington         | 282                     | –6                      | 225.000                 | 1.250.000               |                         |
| 1991                                | Forest Oaks Country Club          | Mark Brooks po          | 275                     | –13                     | 225.000                 | 1.250.000               |                         |
| 1992                                | Forest Oaks Country Club          | Davis Love III          | 272                     | –16                     | 225.000                 | 1.250.000               |                         |
| 1993                                | Forest Oaks Country Club          | Rocco Mediate po        | 281                     | –7                      | 270.000                 | 1.500.000               |                         |
| 1994                                | Forest Oaks Country Club          | Mike Springer           | 275                     | –13                     | 270.000                 | 1.500.000               |                         |
| 1995                                | Forest Oaks Country Club          | Jim Gallagher Jr        | 274                     | –14                     | 270.000                 | 1.500.000               |                         |
| Greater Greensboro Chrysler Classic |                                   |                         |                         |                         |                         |                         |                         |
| 1996                                | Forest Oaks Country Club          | Mark O'Meara            | 274                     | –14                     | 324.000                 | 1.800.000               |                         |
| 1997                                | Forest Oaks Country Club          | Frank Nobilo po         | 274                     | –14                     | 342.000                 | 1.900.000               |                         |
| 1998                                | Forest Oaks Country Club          | Trevor Dodds po         | 276                     | –12                     | 396.000                 | 2.200.000               |                         |
| 1999                                | Forest Oaks Country Club          | Jesper Parnevik         | 265                     | –23                     | 468.000                 | 2.600.000               |                         |
| 2000                                | Forest Oaks Country Club          | Hal Sutton              | 274                     | –14                     | 540.000                 | 3.000.000               |                         |
| 2001                                | Forest Oaks Country Club          | Scott Hoch              | 272                     | –16                     | 630.000                 | 3.500.000               |                         |
| 2002                                | Forest Oaks Country Club          | Rocco Mediate           | 272                     | –16                     | 684.000                 | 3.800.000               |                         |
| Chrysler Classic of Greensboro      |                                   |                         |                         |                         |                         |                         |                         |
| 2003                                | Forest Oaks Country Club          | Shigeki Maruyama        | 266                     | –22                     | 810.000                 | 4.500.000               |                         |
| 2004                                | Forest Oaks Country Club          | Brent Geiberger         | 270                     | –18                     | 828.000                 | 4.600.000               |                         |
| 2005                                | Forest Oaks Country Club          | K.J. Choi               | 266                     | –22                     | 900.000                 | 5.000.000               |                         |
| 2006                                | Forest Oaks Country Club          | Davis Love III          | 272                     | –16                     | 900.000                 | 5.000.000               |                         |
| Wyndham Championship                |                                   |                         |                         |                         |                         |                         |                         |
| 2007                                | Forest Oaks Country Club          | Brandt Snedeker         | 266                     | –22                     | 900.000                 | 5.000.000               |                         |
| 2008                                | Sedgefield Country Club           | Carl Pettersson         | 259                     | –21                     | 918.000                 | 5.100.000               |                         |
| 2009                                | Sedgefield Country Club           | Ryan Moore po           | 264                     | –16                     | 918.000                 | 5.100.000               |                         |
| 2010                                | Sedgefield Country Club           | Arjun Atwal             | 260                     | –20                     | 918.000                 | 5.100.000               |                         |
| 2011                                | Sedgefield Country Club           | Webb Simpson            | 262                     | –18                     | 936.000                 | 5.200.000               |                         |
| 2012                                | Sedgefield Country Club           | Sergio García           | 262                     | –18                     | 936.000                 | 5.200.000               |                         |
| 2013                                | Sedgefield Country Club           | Patrick Reed            | 266                     | –14                     | 954.000                 | 5.300.000               |                         |
| 2014                                | Sedgefield Country Club           | Camilo Villegas         | 263                     | –17                     | 954.000                 | 5.300.000               |                         |

| Toernooirecord |  | po = winnaar na play-off |